# Organisations coordonnées
L'expression Organisations coordonnées désigne six organisations intergouvernementales indépendantes, qui ont conçu un système commun de rémunération et de retraite.
Les Organisations coordonnées ont une méthode commune pour ajuster les échelles de salaires et une structure de salaires commune ; mais leurs définitions des « classes d'emploi » varient. Leurs buts et activités sont très divers. Les personnels ont donc des qualifications, expériences et expertises très différentes, et sont donc recrutés dans différents secteurs économiques des pays membres.
Les Organisations coordonnées disposent de deux sections d'appui technique basées à Paris à l'OCDE : la Section inter-Organisations d'études sur les salaires et les prix (SIO) et la Section commune d'administration des pensions (SCAP). Ces deux entités ont fusionné le 1er janvier 2012 pour former le Service international des rémunérations et des pensions (SIRP).

## Liste des Organisations coordonnées
Les Organisations coordonnées étaient au nombre de 6 jusqu'au 30 juin 2010, date à laquelle les dix États membres de l'UEO ont décidé de la dissoudre et de transférer ses compétences à l'Union européenne :
- L'Agence spatiale européenne (ASE)[1] ;
- Le Centre européen de prévision météorologique à moyen terme (CEPMMT)[2] ;
- Le Conseil de l'Europe (CdE)[3] ;
- L'Organisation de coopération et de développement économiques (OCDE)[4] ;
- L'Organisation du traité de l'Atlantique nord (OTAN)[5] ;
- Organisation européenne pour l'exploitation des satellites météorologiques (EUMETSAT)[6] ;
- L'Union de l'Europe occidentale (UEO)[7].

## Régime linguistique
| Organisation                  | Langues officielles | Langues de travail reconnues                                                         | Langue utilisée   |
| ----------------------------- | --- | ------------------------------------------------------------------------------------ | ----------------- |
| ASE                           | Anglais, français | Anglais, français                                                                    | Anglais           |
| CEPMMT                        | Allemand, Anglais, français | Allemand, anglais, français                                                          | Anglais           |
| Conseil de l'Europe           | Anglais, français | Allemand, anglais, français, italien, russe (règlement de l'Assemblée parlementaire) | Anglais           |
| OCDE                          | Anglais, français | Anglais, français                                                                    | Anglais, français |
| OTAN                          | Anglais, français | Anglais, français                                                                    | Anglais           |
| Union de l'Europe occidentale | Allemand, anglais, espagnol, français, grec, italien, néerlandais, portugais (langues des dix pays signataires du traité de Bruxelles modifié) | Anglais, français                                                                    | Anglais           |

- ASE : « Une bonne connaissance de l'une des 2 langues officielles est requise. La connaissance d'une langue d'un autre État membre est un atout. »
- CEPMMT : « Les agents doivent parler couramment une des langues de travail et avoir de bonnes connaissances d'au moins une autre. »
- Conseil de l'Europe : Les interventions au parlement dans une langue de travail sont interprétées dans les quatre autres. Les interventions peuvent être prononcées dans une langue autre : dans ce cas, l'orateur doit assurer l'interprétation dans l'une des langues de travail. « Un compte rendu officiel des débats est publié dans les langues officielles." "Les documents écrits sont toujours disponibles en français et en anglais et la distribution ne se fait qu'une fois la traduction achevée. »
- OTAN : « Le français n'est employé qu'à de très rares occasions, pour les réunions à haut niveau[Note 3]. »
- Union de l'Europe occidentale : « Les documents sont simultanément publiés dans les deux langues de travail. »

## Autres institutions non membres qui suivent les mêmes barèmes
Environ 25 organisations internationales non coordonnées, employant un total de 9 000 personnes, appliquent les barèmes coordonnés ou s'en inspirent ou s'en informent.
La liste suivante n'est pas exhaustive :
| Nom français                                                                          | Nom anglais                                                                        | Siège                               | Site web                                                                                               |
| ------------------------------------------------------------------------------------- | ---------------------------------------------------------------------------------- | ----------------------------------- | --- |
| CERN (Organisation européenne pour la recherche nucléaire)                            | CERN (European Centre for Nuclear Research)                                        | Meyrin, canton de Genève (Suisse)   | cern.ch                                                                                                |
| Office européen des communications (Cf. CEPT)                                         | ECO (European Communications Office)                                               | Copenhague (Danemark)               | ero.dk                                                                                                 |
| Secrétariat de la Charte énergétique européenne                                       | ECS (Energy Charter Secretariat)                                                   | Bruxelles (Belgique)                | encharter.org                                                                                          |
| AELE (Association européenne de libre-échange)                                        | EFTA (European Free Trade Association)                                             | Genève (Suisse)                     | efta.int                                                                                               |
| LEBM (Laboratoire européen de biologie moléculaire)                                   | EMBL (European Molecular Biology Laboratory)                                       | Heidelberg (Allemagne)              | embl.fr                                                                                                |
| Office européen des brevets                                                           | EPO (European Patent Office)                                                       | Munich (Allemagne)                  | epo.org                                                                                                |
| Observatoire européen austral                                                         | ESO (European Southern Observatory)                                                | Garching près de Munich (Allemagne) | eso.org                                                                                                |
| EUMETSAT (Organisation européenne pour l'exploitation des satellites météorologiques) | EUMETSAT (European Organisation for the Exploitation of Meteorological Satellites) | Darmstadt (Allemagne)               | eumetsat.int                                                                                           |
| EUREKA E!                                                                             | Eureka E!                                                                          | Bruxelles (Belgique)                | eurekanetwork.org                                                                                      |
| Système mondial d'informations sur la biodiversité GBIF                               | GBIF (Global Biodiversity Information Facility)                                    | Copenhague (Danemark)               | gbif.org                                                                                               |
| Conférence de La Haye de droit international privé                                    | HCCH (The Hague Conference on Private International Law)                           | La Haye (Pays-Bas)                  | hcch.net                                                                                               |
| Organisation du programme scientifique de la frontière humaine                        | HFSPO (Human Frontier Science Program Organization)                                | Strasbourg (France)                 | hfsp.org                                                                                               |
| ITER                                                                                  | ITER (International Thermonuclear Experimental Reactor)                            | Saint-Paul-lès-Durance (France)     | iter.org                                                                                               |
| Organisation de conservation du saumon Atlantique                                     | NASCO (North Atlantic Salmon Conservation Organisation)                            | Édimbourg (Royaume-Uni)             | nasco.int                                                                                              |
| OCCAR                                                                                 | Organisation for Joint Armament Co-operation                                       | Bonn (Allemagne)                    | occar-ea.org                                                                                           |
| Commission OSPAR                                                                      | OSPAR (Oslo and Paris Commissions)                                                 | Londres (Royaume-Uni)               | ospar.org                                                                                              |
| Cour permanente d'arbitrage                                                           | PCA (Permanent Court of Arbitration)                                               | La Haye (Pays-Bas)                  | pca-cpa.org                                                                                            |
| UNIDROIT                                                                              | International Institute for the Unification of Private Law                         | Rome (Italie)                       | unidroit.org                                                                                           |
| OMD (Organisation mondiale des douanes)                                               | WCO (World Customs Organisation)                                                   | Bruxelles (Belgique)                | wcoomd.org                                                                                             |
| OMC (Organisation mondiale du commerce)                                               | WTO (World Trade Organisation)                                                     | Genève (Suisse)                     | wto.org                                                                                                |
| Cour pénale internationale (CPI)                                                      | ICC (International Criminal Court)                                                 | La Haye (Pays-Bas)                  | « icc-cpi.int »(Archive.org • Wikiwix • Archive.is • Google • Que faire ?) (consulté le 13 avril 2013) |
| SCP (Secrétariat de la Communauté du Pacifique)                                       | SPC (Secretariat of the Pacific Community)                                         | Nouméa (Nouvelle-Calédonie)         | spc.int                                                                                                |
| BDCE (Banque de développement du Conseil de l'Europe)                                 | CEB (Council of Europe Development Bank)                                           | Paris (France)                      | coebank.org coe.int                                                                                    |
| Cour européenne des droits de l’homme                                                 | European Court of Human Rights                                                     | Strasbourg (France)                 | echr.coe.int coe.int                                                                                   |
| OEA (Observatoire européen de l'audiovisuel)                                          | OBS (European Audiovisual Observatory)                                             | Strasbourg (France)                 | coe.int                                                                                                |
| AIE (Agence internationale de l’énergie)                                              | IEA (International Energy Agency)                                                  | Paris (France)                      | iea.org/ oecd.org                                                                                      |
| AEN (Agence pour l’énergie nucléaire)                                                 | NEA (Nuclear Energy Agency)                                                        | Paris (France)                      | oecd-nea.org oecd.org                                                                                  |

Les agences suivantes ne suivent plus (ou de moins en moins) les règles des organisations coordonnées :
| Nom français | Nom anglais                                          | Siège            | Site web                       |
| --- | ---------------------------------------------------- | ---------------- | ------------------------------ |
| Institut d'études de sécurité de l'Union européenne, remplace depuis le 1er janvier 2002 l'Institut d’études de sécurité de l’Union de l'Europe occidentale | EUISS, European Union Institute for Security Studies | Paris (France)   | iss.europa.eu                  |
| Centre satellitaire de l'Union européenne, agence du Conseil de l'UE depuis le 1er janvier 2002                                                             | EUSC, European Union Satellite Centre                | Madrid (Espagne) | eusc.europa.eu (ex - weusc.es) |